# Thạch Giám (Hậu Triệu)
Thạch Giám (石鑒, Shí Jiàn) (?-350), tên tự Đại Lang (大郎)  là một hoàng đế trị vì trong 103 ngày của nước Hậu Triệu trong lịch sử Trung Quốc. Ông là vị hoàng đế thứ 3 trong bốn hoàng đế có thời gian trị vì ngắn ngủi sau cái chết của Thạch Hổ. Ông đôi khi cũng được biết đến với tước tiệu trước khi trở thành hoàng đế, Nghĩa Dương vương (義陽王).  Có thể cho rằng, việc ông âm mưu cùng với Thạch Mẫn chống lại anh trai Thạch Tuân đã dẫn đến sự sụp đổ của Hậu Triệu.
Sử sách không nói nhiều về Thạch Giám trong khoảng thời gian trước khi cha ông, Thạch Hổ mất, bao gồm cả danh tính mẹ đẻ của ông. Ông được lập làm Đại vương vào năm 333 sau khi Thạch Hổ làm chính biến phế truất Thạch Hoằng, và sau khi Thạch Hổ tuyên bố mình là "Thiên vương" vào năm 337, Thạch Giám được lập làm Nghĩa Dương công. Ông được tái phong vương sau khi cha ông xưng đế đầu năm 349. Năm 342, ông được thuật lại là một trong các công tước có đội quân bị Thái tử Thạch Tuyên (石宣) chinh phạt, song mục tiêu chính là Tần vương Thạch Thao (石韜). Năm 345, ông là một chỉ huy tại vùng Quan Trung, ông đã đánh sưu thuế nặng nề; hơn nữa, ông buộc các quan có tóc dài phải kéo tóc ra để làm  để làm thành các chiếc mũ trang trí. Biết chuyện, Thạch Hổ đã triệu hồi Thạch Giám và thay thế ông bằng Thạch Bao (石苞).
Năm 349, sau cái chết của Thạch Hổ và  người con trai út Thạch Thế lên kế vị, người nhiếp chính và cũng là mẹ của Thạch Thế là Lưu Thái hậu, đã cố gắng xoa dịu cả Thạch Giám và Bành Thành vương Thạch Tuân bằng cách ban cho họ các vị trí cao hơn. Tuy nhiên, Thạch Tuân vẫn bất mãn và đã tấn công kinh thành rồi đoạt ngôi hoàng đế, giết chết Thạch Thế và Lưu Thái hậu. Trong thời gian ngắn ngủi mà Thạch Tuân trị vì, Thạch Giám là một thành viên quan trọng trong triều. Ông là một trong các thân vương được triệu tập trong một cuộc họp do Thạch Tuân triệu tập trước mẹ mình là Trịnh Thái hậu, trong cuộc họp, Thạch Tuân tuyên bố rằng ông sẽ giết người cháu nuôi Thạch Mẫn.  Thạch Giám, có lẽ đã âm mưu với Thạch Mẫn từ trước, nhanh chóng báo tin cho Thạch Mẫn, Thạch Mẫn dẫn quân bao vây hoàng cung, bắt và giết chết Thạch Tuân. Thạch Mẫn lập Thạch Giám làm hoàng đế. Tuy vậy, quyền lực thực tế nằm trong tay Thạch Mẫn và đồng minh của y là Lý Nông (李農).
Thạch Giám không thể cam chịu cảnh Thạch Mẫn chiếm giữ quyền lực, vì vậy đã bảo em trai là Thạch Bảo và các tướng Lý Tùng (李松) và Trương Cai (張才) chống lại Thạch Mẫn, song sau khi họ bị đánh bại, Thạch Giám lại vờ rằng họ hành động độc lập và cho giết tất cả. Người em trai khác của ông, Tân Hưng vương Thạch Chi, nổi lên ở cố đô Tương Quốc (襄國, nay thuộc Tân Thái, Hà Bắc), liên minh với tộc trưởng Khương là Diêu Dặc Trọng (姚弋仲) và tộc trưởng Đê là Bồ Hồng (蒲洪) tấn công Thạch Mẫn và Lý Nông.  Thạch Giám sau cố gắng cùng với tướng Tôn Phục Đô (孫伏都), một người Yết, tấn công Thạch Mẫn, song bị Thạch Mẫn đánh bại nhanh chóng, Thạch Giám sau lại cố bào chữa và lệnh cho Thạch Mẫn xử tử Tôn.  Tuy nhiên, Thạch Mẫn bắt đầu nhận ra rằng Thạch Giám đứng đằng sau cuộc tấn công của Tôn Phục Đô, và ông quyết định rằng cần phải giải giáp vũ khí của người Yết, những người biết rằng Thạch Mẫn là người Hán. Ông ra lệnh rằng tất cả những người không phải là người Hán không được phép mang vũ khí. Thạch Mẫn cho quản thúc tại gia đối với Thạch Giám và không cho ông liên lạc với bên ngoài.  Thạch Mẫn nhận thấy rằng người Hung Nô và Yết sẽ không bao giờ ủng hộ mình, và ông ra lệnh rằng nếu một người Hán giết chết một người ngoại tộc và dâng thủ cấp thì ông sẽ khen thưởng. Có khoảng 200.000 người đã bị giết trong cuộc thảm sát bao gồm cả một số người Hán có mũi cao và râu rậm, hai đặc điểm được xem là của người ngoại tộc.
Năm 350, bị Thạch Mẫn ép buộc, Thạch Giám đã đổi quốc hiệu từ Triệu sang Vệ (衛) và tên hoàng tộc từ Thạch sang Lý (李). Nhiều đại thần đã chạy đến chỗ Thạch Chi. Các tướng lĩnh địa phương trên khắp đế chế trên thực tế đã trở nên độc lập, chờ đợi giải quyết tình hình bằng chiến tranh. Do Thạch Mẫn đã cho quân chống lại Thạch Chi, Thạch Giám đã tiến hành nỗ lực cuối cùng để chống lại, ông lệnh cho tướng Trương Thẩm (張沈) đến, sau khi Thạch Mẫn dời khỏi kinh thành, để tấn công.  Tuy nhiên, các hoạn quan của Thạch Giám đã báo tin này cho Thạch Mẫn và Lý Nông, họ nhanh chóng trở về Nghiệp thành và giết chết Thạch Giám, cùng với 28 cháu nội của Thạch Hổ và những người còn lại trong hoàng tộc. Thạch Mẫn, phục hồi lại họ của cha đẻ mình là Nhiễm (冉), sau đó lên ngôi và trở thành hoàng đế của một đất nước mới, Ngụy (魏).  Trên thực tế, Hậu Triệu đã đi đến hồi kết, mặc dù Thạch Chi vẫn giữ được Tương Quốc cho đến năm 351, khi bị tướng Lưu Hiển (劉顯) giết chết.